# Atum: A Rock Opera in Three Acts
Atum: A Rock Opera in Three Acts es el duodécimo álbum de estudio de la banda The Smashing Pumpkins. El álbum se lanzó en tres entregas separadas de 11 canciones: Atum: Act One estaba programado para el 15 de noviembre de 2022, Atum: Act Two estaba programado para el 31 de enero de 2023 y Atum: Act Three está programado para el 23 de abril de 2023. Una caja física que consta de las 33 canciones, junto con un grupo de 10 canciones exclusivas adicionales, también estaba programada para su lanzamiento el 23 de abril. Este es el último álbum de estudio de la banda que presenta al guitarrista Jeff Schroeder, antes de su salida en octubre de 2023.

## Antecedentes
El líder Billy Corgan anunció por primera vez sus planes de lanzar un álbum conceptual de "secuela" de Mellon Collie and the Infinite Sadness (1995) y Machina/The Machines of God (2000) en octubre de 2020, poco antes del lanzamiento del undécimo álbum de estudio de la banda Cyr en noviembre de 2020. Corgan había querido hacerlo ya en 2017 o 2018, pero con todo lo que estaba pasando con la banda en ese momento, incluido el guitarrista James Iha que estaba de vuelta en la banda por primera vez en 18 años y planeando una gran gira alrededor del 3/4 de la banda original volviendo a estar juntos, optó por el álbum de 8 canciones menos ambicioso Shiny and Oh So Bright (2018). Cuando estalló la pandemia de COVID-19 años después y canceló gran parte de la gira planificada de la banda, Corgan se encontró con mucho tiempo libre y decidió revisar el concepto. El álbum se grabó en un lapso de 2 años, algunos de ellos al mismo tiempo que Cyr.

## Concepto y estructura
Atum es un álbum conceptual que Corgan describe como una secuela de Mellon Collie and the Infinite Sadness y Machina/The Machines of God de la banda. El álbum cuenta la historia del mismo personaje seguido en los dos álbumes anteriores ("Zero" y "Glass") respectivamente, siendo el personaje ahora mucho mayor que el retratado en los álbumes anteriores, y ahora conocido como "Shiny". Similar a los álbumes anteriores, Corgan describe la historia como "... un pie en la realidad y un pie en un mundo inventado ... Se basa en muchas cosas autobiográficas. Pero hay muchas cosas que son cosas Solo estoy interesado en explorar eso que no necesariamente tiene nada que ver conmigo".
Atum (pronunciado igual que Autumn) se lanzó en tres partes principales, llamadas "Acto 1, Acto 2 y Acto 3". Cada acto consta de 11 canciones, y cada acto se lanzó 11 semanas después del anterior. Simultáneamente al lanzamiento del tercer acto, también se lanzó una caja física que contiene las 33 canciones y 10 canciones adicionales. El cronograma de lanzamiento fue diseñado por Corgan para ayudar a los oyentes a controlar el ritmo al digerir la gran cantidad de trabajo.

## Lanzamiento y promoción
El título del álbum y la estructura de lanzamiento en tres partes se anunciaron el 19 de septiembre de 2022. El primer sencillo del álbum, "Beguiled", se lanzó el mismo día. Corgan también realizará un podcast semanal llamado Thirty Three, donde tocará y diseccionará una nueva canción cada semana antes del lanzamiento. Atum: Act One está programado para el 15 de noviembre de 2022, Atum: Act Two está programado para el 31 de enero de 2023 y Atum: Act Three está programado para el 23 de abril de 2023. Una caja física que consta de las 33 canciones, junto con un grupo de 10 canciones exclusivas adicionales, también está programado para su lanzamiento el 23 de abril. La banda se embarcará en una gira por América del Norte con Jane's Addiction y Poppy antes del primer lanzamiento del álbum.

## Lista de canciones
| Atum: Act One |                        |          |  |
| N.º           | Título                 | Duración |  |
| 1.            | «Atum»                 | 3:32     |  |
| 2.            | «Butterfly Suite»      | 3:28     |  |
| 3.            | «The Good in Goodbye»  | 4:40     |  |
| 4.            | «Embracer»             | 3:39     |  |
| 5.            | «With Ado I Do»        | 2:52     |  |
| 6.            | «Hooligan»             | 3:05     |  |
| 7.            | «Steps in Time»        | 3:49     |  |
| 8.            | «Where Rain Must Fall» | 4:15     |  |
| 9.            | «Beyond the Vale»      | 3:42     |  |
| 10.           | «Hooray!»              | 3:43     |  |
| 11.           | «The Gold Mask»        | 3:36     |  |

| Atum: Act Two |                 |          |  |
| N.º           | Título          | Duración |  |
| 1.            | «Avalanche»     | 5:42     |  |
| 2.            | «Empires»       | 3:10     |  |
| 3.            | «Neophyte»      | 4:16     |  |
| 4.            | «Moss»          | 2:59     |  |
| 5.            | «Night Waves»   | 2:53     |  |
| 6.            | «Space Age»     | 3:12     |  |
| 7.            | «Every Morning» | 6:10     |  |
| 8.            | «To the Grays»  | 3:12     |  |
| 9.            | «Beguiled»      | 3:58     |  |
| 10.           | «The Culling»   | 4:30     |  |
| 11.           | «Springtimes»   | 4:01     |  |

| Atum: Act Three |                                  |          |  |
| N.º             | Título                           | Duración |  |
| 1.              | «Sojourner»                      | 7:41     |  |
| 2.              | «That Which Animates the Spirit» | 3:55     |  |
| 3.              | «The Canary Trainer»             | 3:57     |  |
| 4.              | «Pacer»                          | 5:24     |  |
| 5.              | «In Lieu of Failure»             | 3:26     |  |
| 6.              | «Cenotaph»                       | 3:04     |  |
| 7.              | «Harmageddon»                    | 4:20     |  |
| 8.              | «Fireflies»                      | 3:26     |  |
| 9.              | «Intergalactic»                  | 8:58     |  |
| 10.             | «Spellbinding»                   | 4:06     |  |
| 11.             | «Of Wings»                       | 5:28     |  |

## Créditos
The Smashing Pumpkins
- Jimmy Chamberlin – batería, percusión
- Billy Corgan – voz, guitarra, teclados
- James Iha – guitarra, bajo
- Jeff Schroeder – guitarra